# Fred Rist
Frederick Maurice Rist, més conegut com a Fred Rist   (Teesside, 1916 - p. segle XX) va ser un pilot de motociclisme anglès que va destacar en competicions de motocròs i enduro durant les dècades del 1940 i 1950, sempre com a pilot oficial de BSA. El 1947 formà part de l'equip britànic que guanyà la primera edició del Motocròs de les Nacions. També va formar part en diverses ocasions de l'equip britànic per al Trofeu dels Sis Dies Internacionals (ISDT, actualment anomenats ISDE), dins el qual va col·laborar en la victòria britànica tres anys seguits (1949 a 1951).

## Biografia
Fred Rist va aprendre a anar en moto de petit, a la granja avícola que tenia el seu pare prop de Stokesley, un poble de la rodalia de Middlesbrough, al Teesside (North Yorkshire). El seu pare era propietari també de l'antic establiment comercial Fred Burr and Co. i disposava d'una franquícia de la marca Coventry-Eagle. Dels 16 als 18 anys, Rist va fer un aprenentatge d'enginyeria a l'empresa de construcció de ponts de Teesside Dorman Long and Co. i en acabat es va allistar a l'exèrcit. El 1934 el van destinar a Bovingdon (Dorset), on va coincidir amb T. E. Lawrence poc abans de la seva mort. Rist havia conduit motocicletes de diverses marques (AJS, Humber, etc.) fins que es va comprar una BSA Sloper de 493 cc amb què feia camí cap a casa quan gaudia de permís al quarter, un viatge d'anada i tornada de més de 1.100 km.
Cap al 1939, Rist ja era un especialista de renom en scramble, com es coneixia aleshores el motocròs al Regne Unit, alhora que tenia el grau de sergent a l'exèrcit. Aquell any va competir als ISDT, programats del 21 al 26 d'agost a Salzburg (aleshores dins el Tercer Reich) com a membre de l'equip de l'exèrcit britànic, però atesa la imminència de l'esclat de la Segona Guerra Mundial, l'equip va abandonar la prova el cinquè dia i va tenir el temps just de tornar a casa abans no comencés la guerra l'u de setembre. Després de la guerra, Fred Rist deixà l'exèrcit i entrà a BSA, on juntament amb el nord-irlandès Bill Nicholson fou el principal pilot de la marca. A banda del motocròs i l'enduro, Rist va reeixir amb les BSA en curses de grasstrack i pujades de muntanya.
Amb el temps, Rist va obrir una botiga de motocicletes a Gal·les, concretament a Neath, Glamorgan. A començaments de la dècada del 1960 es va retirar de les competicions per tal de centrar-se en el seu negoci.

## Palmarès
- 1 victòria al Motocross des Nations (1947)
- 3 victòries al Trofeu dels ISDT (1949-1951)